# Tongkieuwigen
Tongkieuwigen (Malacosteinae) zijn een onderfamilie van straalvinnige vissen uit de orde van Draakvisachtigen (Stomiiformes).

## Geslachten
- Aristostomias Zugmayer, 1913
- Malacosteus Ayres, 1848
- Photostomias Collett, 1889